# Крунослав Геруц
Крунослав Геруц (хорв. Krunoslav Heruc, також Geruc; Krunoslav Stjepan; Krunoslav Georgijevič; нар. 18 травня 1859; Крижевці — пом. після 1934) — хорватський і російський публіцист, бібліограф, книгар-підприємець, політик. Співробітник низки хорватських і російських газет. З кінця 1880-х мешкав у Санкт-Петербурзі, відіграв важливу роль у становленні хорватсько-російських культурних зв'язків.